# فرانک کومیسکی
فرانک کومیسکی (انگلیسی: Frank Cumiskey; ۶ سپتامبر ۱۹۱۲ – ۲۲ ژوئیهٔ ۲۰۰۴) ژیمناست هنری اهل ایالات متحده آمریکا بود.